# Israel Militosjan
Israel Militosjan (orm. Իսրայէլ Միլիտոսյան; ur. 17 sierpnia 1968 w Leninakanie) – ormiański sztangista reprezentujący także ZSRR, dwukrotny medalista olimpijski i trzykrotny medalista mistrzostw świata.

## Kariera
Startował w wadze lekkiej (do 67,5 kilogramów). Pierwszy sukces w karierze osiągnął w 1987 roku, kiedy podczas mistrzostw świata w Ostrawie zdobył brązowy medal w wadze lekkiej. W zawodach tych lepsi byli tylko Michaił Petrow z Bułgarii i Andreas Behm z NRD. W 1988 roku wystartował na igrzyskach olimpijskich w Seulu, zdobywając srebrny medal. Rozdzielił tam na podium Joachima Kunza z NRD i Chińczyka Li Jinhe. Na rozgrywanych rok później mistrzostwach świata w Atenach zdobył złoty medal Bułgara Joto Jotowa i Kim Myong-nama z Korei Północnej. Następnie zajął drugie miejsce podczas mistrzostw świata w Donaueschingen, przegrywając tylko z Jotowem. Ostatni medal wywalczył w 1992 roku, kiedy zwyciężył w wadze lekkiej na igrzyskach olimpijskich w Barcelonie. Brał też udział w igrzyskach w Atlancie w 1996 roku, gdzie w barwach Armenii był szósty.
Ponadto pięciokrotnie zdobywał medale mistrzostw Europy: złoto w 1989 roku i srebro w latach 1987, 1990, 1991 i 1992. Dwa razy był mistrzem Związku Radzieckiego (1989 i 1991). Trzy razy bił rekordy świata.
Jego kuzyn, Wartan, także był sztangistą.

## Osiągnięcia[1]

### Mistrzostwa świata
| Mistrzostwa świata  | Miejsce        | Data | Konkurencja   | Rezultat             |
| ------------------- | -------------- | ---- | ------------- | -------------------- |
| Ostrawa 1987        | Ostrawa        | 1987 | kat. -67,5 kg | 3.miejsce – 335,0 kg |
| Ateny 1989          | Ateny          | 1989 | kat. -67,5 kg | 1.miejsce – 347,5 kg |
| Donaueschingen 1991 | Donaueschingen | 1991 | kat. -67,5 kg | 2.miejsce – 345,0 kg |

### Mistrzostwa Europy
| Mistrzostwa Europy | Miejsce      | Data | Konkurencja   | Rezultat             |
| ------------------ | ------------ | ---- | ------------- | -------------------- |
| Reims 1987         | Reims        | 1987 | kat. -67,5 kg | 2.miejsce – 335,0 kg |
| Ateny 1989         | Ateny        | 1989 | kat. -67,5 kg | 1.miejsce – 347,5 kg |
| Aalborg 1990       | Aalborg      | 1990 | kat. -67,5 kg | 2.miejsce – 335,0 kg |
| Władysławowo 1991  | Władysławowo | 1991 | kat. -67,5 kg | 2.miejsce – 337,5 kg |
| Szekszard 1992     | Szekszárd    | 1992 | kat. -67,5 kg | 2.miejsce – 335,0 kg |